# Horst Köhler (Fußballspieler, 1927)
Horst Köhler (* 20. März 1927) ist ein ehemaliger deutscher Fußballspieler. Er spielte von 1949 bis 1954 Erstligafußball für KWU/Turbine Erfurt und wurde 1954 mit Turbine Erfurt DDR-Fußballmeister.

## Sportliche Laufbahn
Obwohl Köhler sechs Jahre lang zum Kader der Oberligamannschaft der Betriebssportgemeinschaft (BSG) KWU/Turbine Erfurt gehörte, kam er nie über die Rolle des Ersatzspielers hinaus. Er kam zwar in den fünf Spielzeiten von 1949/50 bis 1953/54 in jeder Saison zum Einsatz, bestritt aber von den 156 Punktspielen der Erfurter in dieser Zeit nur 41 Partien. Seine meisten Einsätze hatte Köhler in den Spielzeiten 1950/51 mit elf und 1951/52 mit achtzehn Oberligaspielen, und er kam während seiner Oberligazugehörigkeit nur zu drei Punktspieltoren. In den in seine Zeit fallenden Endspielen, das Pokalfinale 1950 (0:4) sowie das Entscheidungsspiel um die Meisterschaft 1951 (0:2) wurde er nicht aufgeboten. Da er aber 1953/54 in einem Oberligaspiel mitgewirkt hatte und Turbine Erfurt die Saison als Meister beendete, konnte sich Horst Köhler mit dem Meistertitel schmücken. Nach 1954 trat er nicht mehr im höherklassigen Fußball in Erscheinung.